# Euphorbia natalensis
Euphorbia natalensis — вид рослин із родини молочайних (Euphorbiaceae), зростає у південно-східній Африці.

## Опис
Це гілляста кущиста багаторічна трава заввишки 15–60(100) см. Кореневище дерев'янисте. Стебла щільно листяні. Гілки голі або зазвичай дрібно запушені до верхівки. Листки скупчені, сидячі, довгі, більш-менш перекриваються, сіро-зелені, голі за винятком рідкісного запушення, зазвичай помітного біля основи, гострі; пластинки 10–20 × 1–3 мм. Суцвіття кінцеві у 3–5 гіллястих зонтиках. Циатій у кінцевому скупченні, з 2 великими, округлими приквітками. Квітки зеленувато-жовті, пурпурні. Період цвітіння: весна, літо. Коробочка розміщена на квітконіжці завдовжки до 6 мм, ≈ 3.5 × 4 мм, глибоко 3-лопатева. Насіння ≈ 2.8 × 1.8 мм, яйцеподібна, гладка, чорна.

## Поширення
Зростає у південно-східній Африці: ПАР, Лесото, Мозамбік, Зімбабве. Населяє степи.